# 傳田喜久
傳田 喜久（でんだ よしひさ、1950年5月20日 - ）は、日本の裁判官。

## 略歴
1979年に判事補任官。千葉地方裁判所配属後、全国の地家裁裁判官を歴任。1992年の大阪地方裁判所勤務より判事。東京高等裁判所第1刑事部部判事などを経て、2012年より広島高等裁判所岡山支部部総括判事。

## 主な担当事件
- 2006年にふじみ野市立大井プールで発生した死亡事故に関し、安全設備の確認や業者への注意を怠ったとして、当時の市の担当職員2名に執行猶予付き禁固の判決を下した。（2008年5月27日）

| スタブアイコン | サブスタブ | この項目は、まだ閲覧者の調べものの参照としては役立たない、人物に関連した書きかけの項目です。この項目を加筆・訂正などしてくださる協力者を求めています（P:人物伝/PJ:人物伝）。 |